# Administratie

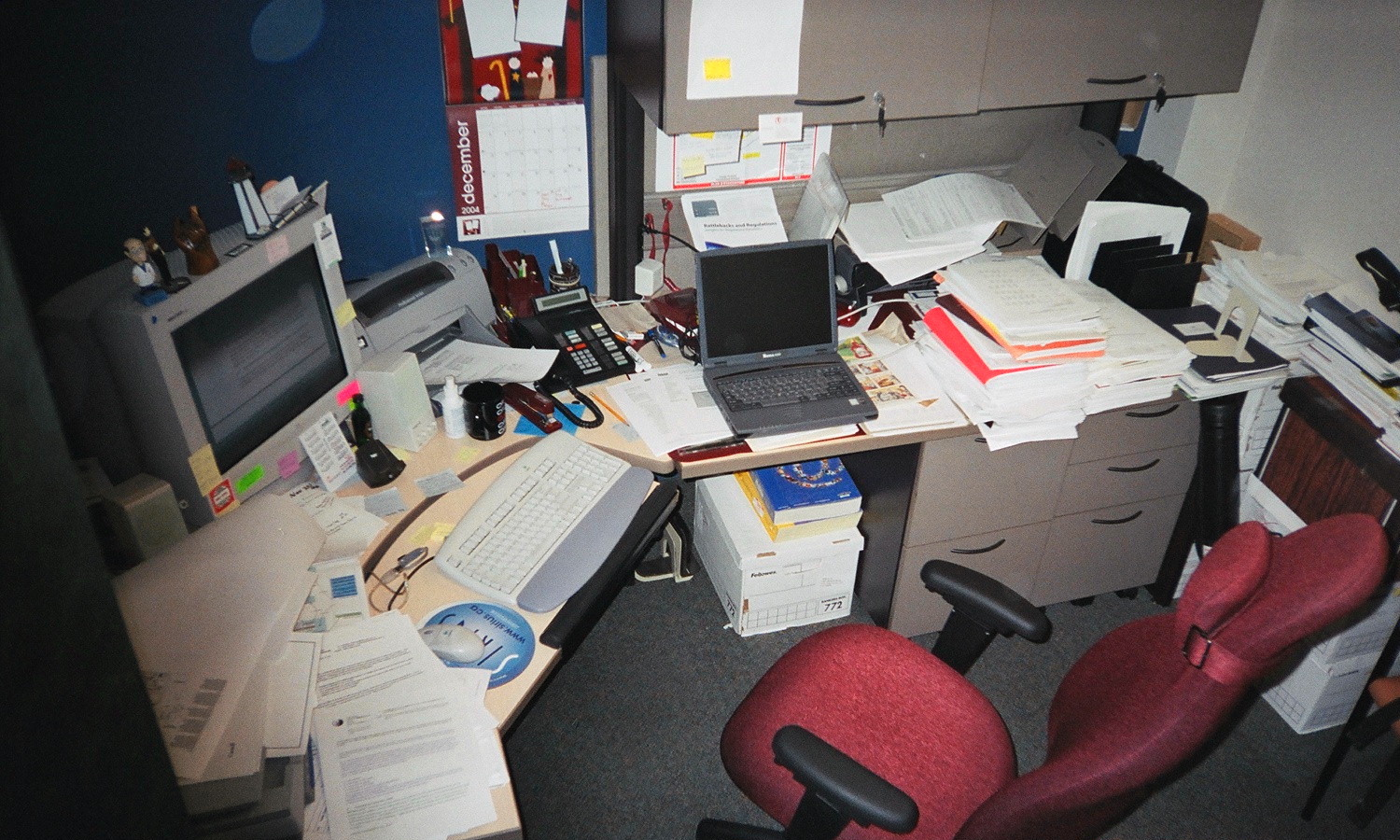
Administratie

Administratie wil in veel gevallen zeggen kantoorwerk in de breedste zin van het woord.
Vroeger ging het veelal om het bijhouden van financiële verantwoording door middel van boekhouding bestaande uit onder andere kasboeken, journaaloverzichten. Voorheen gebeurde dat meestal handgeschreven. In de loop van de twintigste eeuw werd de typemachine steeds meer gebruikt en in de jaren tachtig en jaren negentig deed de computer uitgebreid zijn intreden.
Tegenwoordig betekent het vaak geautomatiseerd databasewerk voor onder andere personeelszaken, zoals uitbetaling van salaris, registratie van vrije dagen, enzovoort. Denk ook aan logistieke zaken en uitkeringsinstanties als het UWV. In de zorgsector wordt gesproken van patiëntenadministratie of medische administratie.
De moeite of kosten voor ondernemers, instellingen en particulieren om overheidsregels na te leven en vergunningen aan te vragen wordt wel aangeduid als administratieve lasten(druk) of regeldruk. Bij bijvoorbeeld een belastingwet, komt deze boven op de last van de belasting zelf; bij een subsidie vormt deze voor de ontvanger de keerzijde. 
De kosten van de loonadministratie staat hierbij bovenaan, maar ook het opstellen van een jaarrekening of bijhouden van de verschillende belastingen kosten ondernemers veel tijd. Bij introductie, wijzigen en afschaffen van regelingen is vaak het streven deze lastendruk te verminderen of niet te veel te laten stijgen (zie ook Actal). Zo is er in Nederland bijvoorbeeld de Wet uniformering loonbegrip en wordt een winstbox en loonsomheffing overwogen.